# Lois W. Banner
Lois Wendland Banner (née en 1939) est une auteur féministe américaine.

## Publications
- Women in Modern America: A Brief History, 1974
- Elizabeth Cady Stanton: A Radical for Women's Rights. Addison-Wesley Publishers, 1979.
- American Beauty, Alfred Knopf, 1983.
- Finding Fran: History and Memory in the Lives of Two Women, Columbia University Press, 1998.
- In Full Flower: Aging Women, Power, and Sexuality, Alfred Knopf, 1992.
- Intertwined Lives: Margaret Mead, Ruth Benedict, and Their Circle, Alfred Knopf, 2003.
- MM-Personal: From the Private Archive of Marilyn Monroe, Abrams, 2011.
- Marilyn: The Passion and the Paradox, Bloomsbury USA, 2012.